# Olga Ivanova
Olga Erikovna Ivanova –en ruso, Ольга Эриковна Иванова– (Verjneuralsk, 23 de marzo de 1993) es una deportista rusa que compite en taekwondo.
Ganó tres medallas en el Campeonato Mundial de Taekwondo entre los años 2011 y 2015, y cuatro medallas en el Campeonato Europeo de Taekwondo entre los años 2012 y 2018. En los Juegos Europeos de Bakú 2015 consiguió una medalla de bronce en la categoría de +67 kg.

## Palmarés internacional
| Campeonato Mundial | Campeonato Mundial       | Campeonato Mundial | Campeonato Mundial |
| Año                | Lugar                    | Medalla            | Categoría          |
| ------------------ | ------------------------ | ------------------ | ------------------ |
| 2011               | Gyeongju (Corea del Sur) | Medalla de bronce  | +73 kg             |
| 2013               | Puebla (México)          | Medalla de oro     | +73 kg             |
| 2015               | Cheliábinsk (Rusia)      | Medalla de bronce  | +73 kg             |
| Juegos Europeos    |                          |                    |                    |
| Año                | Lugar                    | Medalla            | Categoría          |
| 2015               | Bakú (Azerbaiyán)        | Medalla de bronce  | +67 kg             |
| Campeonato Europeo |                          |                    |                    |
| Año                | Lugar                    | Medalla            | Categoría          |
| 2012               | Mánchester (Reino Unido) | Medalla de bronce  | +73 kg             |
| 2014               | Bakú (Azerbaiyán)        | Medalla de plata   | +73 kg             |
| 2016               | Montreux (Suiza)         | Medalla de bronce  | +73 kg             |
| 2018               | Kazán (Rusia)            | Medalla de bronce  | +73 kg             |